# William Ross
William Ross (* 1948) je americký hudební skladatel, dirigent a hudební režisér, věnující se především skládání hudby pro filmy a show.

## Kariéra
Během své bohaté kariéry spolupracoval s velkým množstvím známých osobností ze světa hudby i filmu, ke kterým patří například John Williams, Alan Silvestri, Klaus Badelt, Michael Kamen, Barbra Streisand, Celine Dion, Josh Groban, Whitney Houston, Michael Jackson, David Foster, Quincy Jones, Kenny G, Babyface nebo Sting.
Sám Ross je autorem hudby k několika filmům, jako Tajemství nesmrtelných, Můj pes Skip, Malí uličníci nebo Okrsek 49. Nejznámějším jeho počinem je pak hudba k animovanému filmu Příběh o Zoufálkovi.
Dirigoval a vedl orchestr při natáčení hudby J.Williamse pro film Harry Potter a Tajemná komnata.
Ross je také autorem hudby k předávání Oscarů v roce 2009.

## Ocenění
William Ross je držitelem čtyř cen Emmy a jednou byl také nominován na zisk ceny Annie.